# Basiothia celerina
Basiothia celerina är en fjärilsart som beskrevs av Jean Baptiste Boisduval 1875. Basiothia celerina ingår i släktet Basiothia och familjen svärmare. Inga underarter finns listade i Catalogue of Life.